# Imperialismo linguístico
Imperialismo linguístico é uma expressão utilizada para descrever o objetivo sistemático de dominação linguística através de medidas económicas, culturais e políticas por parte de uma sociedade dominante em relação a culturas menos influentes, podendo ocorrer tanto regional como internacionalmente. No contexto atual, o imperialismo linguístico é exercido especialmente pelo inglês.